# Jean-Marc Gaucher
Pour les articles homonymes, voir Gaucher (homonymie).
Jean-Marc Gaucher, né le 10 avril 1953 à Montreuil (Seine) et mort le 9 mai 2023 à Versailles, est un chef d'entreprise et homme d'affaires français. Il est le président directeur général de Repetto à partir de 1999.

## Biographie
Jean-Marc Gaucher est né à Montreuil (Seine) d’un père ouvrier chez Renault, puis chauffeur de taxi et d’une mère « qui faisait les marchés ».
Il quitte l’école à 15 ans et se dirige vers l’usine qu'il abandonne très vite. Il vit ensuite de « petits boulots » jusqu’à ce que Reebok International, basé à Bolton en Angleterre, accepte qu'il devienne distributeur exclusif des produits Reebok pour la France, en 1983. En parallèle, il travaille comme preneur de son chez TF1. En 1986 il devient PDG de Reebok France, puis aussi vice-président de Reebok International, en 1994.

### Repetto
En 1999, Jean-Marc Gaucher reprend Repetto au bord du dépôt de bilan et en devient le président-directeur général. Dès le début des années 2000 Jean-Marc Gaucher a l’idée d’associer la marque à des créateurs de renom pour des collections exclusives en partenariat comme Issey Miyake, Yohji Yamamoto, Karl Lagerfeld ou Comme des Garçons. Il mise sur le savoir-faire à la française et la qualité de ses produits pour classer Repetto dans « haut de gamme ». 
Jean-Marc Gaucher opte pour un renouvellement constant des collections pour créer la rareté.

### Vie privée
Jean-Marc Gaucher est marié à Catherine et père de trois enfants.